# غسان العبدي
غسان العبدي، صحابي وَمحدث. اعتنق الإسلام وأتى إلى الرسول صلى الله عليه وسلم مع وفد بني عبد القيس، ويُكنى أبا يحيى.

## وفوده علىالنبي محمد
وفد مع وفد بني عبد القيس وروى عنه ابنه يحيى أَنه قال: نهى رسول الله صَلَّى الله عليه وسلم عن هذه الأوعية، فاتَّخمْنا فأَتينا النبي صَلَّى الله عليه وسلم العام المقبل، فقلنا: يا رسول الله، نهيتنا عن هذه الأوعية فاتخمْنا؟ فقال رسول الله صَلَّى الله عليه وسلم: «انْتَبِدُوا فِيْمَا بَدَا لَكُمْ وَلاَ تَشْرَبُوا مُسْكِرًا فَمَنْ شَاءَ أَوْكَى سِقَاءَهُ عَلَى إِثَمٍ».